# 约翰·莫斯奎拉
约翰·莫斯奎拉（John Mosquera，1988年1月15日—），是一名哥伦比亚职业足球运动员，司职前锋。现在效力于德国足球乙级联赛球队科特布斯。

## 俱乐部生涯
莫斯奎拉曾先后在百万富翁和河床接受青训，2004年7月签约民族竞技 ，并在那里踢了一个半赛季的比赛。德国足球甲级联赛球队云达不来梅的球探在观看南美U17足球锦标赛时发现莫斯奎拉的潜力，于是云达不来梅在2006年1月和他签约3年半，之后他迅速被租借到丹麦足球超级联赛球队桑德捷斯基。 2006/07赛季，莫斯奎拉被云达不来梅租借到德乙球队布格豪森。 他在和翁特哈兴的比赛中取得赛季的唯一一个进球，帮助布格豪森2比0击败对手。赛季结束后，布格豪森以联赛第17名的成绩降级到德丙联赛。
2007年夏季，莫斯奎拉前往卡尔蔡斯耶拿试训，但他在训练中突发心肌梗死昏阙，虽然经抢救后恢复意识，但试训也因此失败。 莫斯奎拉回到云达不来梅，随队参加2007/08赛季的德甲联赛。2007年11月3日，他在云达不来梅和汉莎罗斯托克的比赛中替补出场，完成德甲首秀。11月24日，他在和科特布斯的联赛比赛中替补出场，射进个人在德甲联赛的首个进球。2008年1月25日，他被租借德乙球队亚琛。6月24日，莫斯奎拉再次被租借到桑德捷斯基参加2008/09赛季比赛， 并帮助球队惊险保级。回到德国后，他被迅速租借到德乙球队柏林联盟，并在2011年夏季以15万欧元的身价正式转会柏林联盟。
2012年3月，莫斯奎拉转会加盟中国足球超级联赛球队长春亚泰。但受到伤病的困扰，莫斯奎拉在上半赛季仅出场7次，射进1球，二次转会期被俱乐部取消联赛报名资格。2013年1月，莫斯奎拉转投德乙球队科特布斯。

## 国家队生涯
莫斯奎拉曾代表哥伦比亚青年队参加2005年南美U17足球锦标赛和2007年南美青年足球锦标赛。